# After Love
After Love è un film del 2020 scritto e diretto da Aleem Khan al suo esordio alla regia.

## Trama
Dopo la morte del marito Ahmed, la vedova Mary Hussain, nel sistemare le cose da lui lasciate, trova la carta d'identità di una donna all'interno del portafoglio dell'uomo. Intenzionata a ricostruire i momenti di vita del marito scomparso, spesso lontano da casa per lavoro,  scopre che il documento è della donna con cui l'uomo aveva avuto una famiglia segreta in Francia in seguito ad un rapporto extraconiugale.

## Distribuzione
Il film ha avuto la sua prima al Toronto International Film Festival nel 2020 e nel corso dell'anno è stato proiettato anche al BFI London Film Festival, alla Festa del Cinema di Roma e al Tokyo International Film Festival. In seguito, After Love è stato distribuito nelle sale britanniche dal 4 giugno 2021.

## Accoglienza
After Love è stato accolto positivamente dalla critica. L'aggregatore di recensioni Rotten Tomatoes riporta il 96% di critiche positive, con un punteggio di 7,9/10 basato su ventiquattro recensioni. Su Metacritic invece ha un punteggio di 83 su 100 basato su cinque recensioni.

## Riconoscimenti
- 2021 – British Independent Film Award[7][8]
  - Miglior film indipendente
  - Miglior regia ad Aleem Khan
  - Miglior attrice a Joanna Scanlan
  - Miglior attore non protagonista a Talid Ariss
  - Miglior sceneggiatura ad Aleem Khan
  - Miglior debutto alla regia ad Aleem Khan
  - Candidatura alla miglior attrice non protagonista a Nathalie Richard
  - Candidatura al miglior casting a Shaheen Baig
  - Candidatura al miglior debutto alla sceneggiatura ad Aleem Khan
- 2022 – BAFTA[9]
  - Migliore attrice protagonista a Joanna Scanlan
  - Candidatura al miglior film britannico
  - Candidatura al miglior regista ad Aleem Kahn
  - Candidatura al miglior esordio britannico da regista, sceneggiatore o produttore ad Aleem Kahn